# Кинематограф Сербии
Кинематограф Сербии — один из видов художественного творчества в Республике Сербии, национальный стиль и способ подачи кинематографического материала, а также экономические взаимоотношения, связанные с процессом производства и прокатом созданных произведений. Находится в преемственной творческой связи с кинематографом Югославии после распада этой страны.
Сербское кино является одним из ведущих в Юго-Восточной Европе. Во многом эта известность достигнута благодаря режиссёру Эмиру Кустурице, завоевавшему более 20 наград многих международных киноконкурсов, включая две «Золотые пальмовые ветви» фестиваля в Каннах. Министерство культуры Сербии скромнее оценивает его вклад и полагает, что «Кустурица — яркое, но частное явление [сербского] киноискусства».

## История развития
Первый фильм в Сербии был снят в 1909 году. Сегодня это событие считается датой появления сербского кино. В первые десятилетия XX века чрезвычайно популярным был «Белградский король смеха» Илия Чича Стано́евич — один из самых первых сербских актёров и режиссёров немого кинематографа.
Первый период подъёма этот вид искусства пережил в 1920-1930-е годы. Кинематограф не мог обойти важнейшие темы национального сознания сербов, в том числе, вероятно, главную из них — битвы на Косовом поле. Фильм «Косовская битва» был поставлен режиссёром Михайло Поповичем в 1939 году. До Второй мировой войны в Сербии было снято 12 фильмов.
В первое послевоенное десятилетие национальный кинематограф переживал период стагнации, однако уже к середине 1960-х годов молодые режиссёры Сербии начали получать международное признание. Это — лидеры так называемой Югославской чёрной волны (серб. Црни талас, англ. Yugoslav Black Wave): Душан Макавеев с фильмами «Человек — не птица» (1965 год), «Любовная история или трагедия телефонистки» (1967 год), «В. Р. : Тайны организма» (1971 год) и другими; Александр Пе́трович с картинами «Папоротник и огонь» (1965 год, номинация на премию Оскар), «Скупщики перьев» (1967 год, номинация на премию Оскар, гран-при жюри фестиваля в Каннах, статус одного из лучших (2 место) фильмов Югославии с 1945 года, другие награды), «Мастер и Маргарита» (1972 год) и другие. Критики ограничивают направление временными рамками с 1963 по 1972 год и выделяют его особенности: нетрадиционные формы изложения сюжета и подачи видеоряда, рассмотрение острых социальных проблем, часто с точки зрения оппозиционной к существовавшей власти, чёрный юмор, фаталистические финалы.
В 1980-е необходимо отметить творчество Го́рана Ма́рковича с картинами «Чёрная оспа» (1982 год), «Тайваньская канаста» (1985 год), «Дежа Вю» (1987 год); Слободана Шияна, Го́рана Паска́левича. Из актёров большую известность получил Зоран Радмилович.
Одной из центральных фигур кинематографа Сербии был и остаётся драматург и сценарист Гордон Михич. По его сценариям снято около 90 фильмов, среди которых как работы авторов Чёрной волны 1960-х годов («Пробуждение крыс» и «Когда я буду мёртвым и белым» Живоина Павловича), так и более современные («Чёрная кошка, белый кот» Эмира Кустурицы или «Абсурдистан» Файта Хельмера.
Кинематограф второй половины 1990-х годов — времён событий переходного периода, распада Югославии, натовских бомбардировок, — часто тяготел к темам войны, насилия, грубой сексуальности. Но для сегодняшних молодых авторов агрессия и деструкция больше не являются главной тенденцией. Появляется искусство гуманное, светлое, ироничное. В последнее десятилетие в Сербии производится 10—20 фильмов ежегодно. Среди наиболее известных режиссёров этого периода Сте́фан Арсени́евич (победитель Берлинале 2003 года в конкурсе короткометражных фильмов, номинант на премию Оскар), продолжающий активно работать Го́ран Ма́ркович (многочисленные награды международных кинофестивалей за фильмы «Кордон», 2003 год, и «Турне», 2008 год), Олег Новкович (многочисленные награды международных кинофестивалей за фильмы «Завтра утром», 2006 год, и «Белый, Белый свет», 2010 год) и другие.
Кинематографисты Сербии широко сотрудничают с коллегами из стран Балканского региона, республик бывшей Югославии. Тенденция последних лет — совместные кинопроекты с Европой. Сейчас стало актуальным сербско-албанское сотрудничество — от художественного обмена проектами по схожей этнической тематике до прямой копродукции.

## Конкурсы и фестивали

### FEST (Белград)
С 1971 года в Белграде в начале года проводится кинофестиваль FEST. Первый конкурс открылся 9 января 1971 года под девизом «О, дивный новый мир!». В его программе были представлены фильмы Стэнли Кубрика, Денниса Хоппера, Роберта Олтмена, Луиса Бунюэля и других известных режиссёров. В начале 1990-х годов при распаде Югославии программа была значительно сокращена. Фестиваль стал активно возрождаться во второй половине 2000-х годов. За 40 лет мероприятия конкурса посетили более 4 миллионов человек, в его программах было представлено более 4000 фильмов. Сороковой конкурс с 24 февраля по 4 марта 2012 года представит работы Терренса Малика, Романа Полански, Дэвида Кроненберга, Аки Каурисмяки и других самых востребованных кинематографистов.

### Cinema City (Нови-Сад)
С 2007 года в городе Нови-Сад проводится фестиваль кино и новых СМИ. Программа включает 14 категорий для сербских и иностранных фильмов, в части из них проводятся конкурсные отборы (лучший фильм, лучшая режиссура, лучший актёр/актриса, фильм «не дороже 10000 баксов» и так далее), в части — ретроспективные показы. Медиа-искусство представлено выставками и презентациями работ авторов из более чем 50 стран мира. Академическая программа реализуется через проведение образовательных семинаров, где кинематографисты, теоретики и критики кино обсуждают некоторые наиболее значимые темы киноиндустрии.

### Кюстендорф (Дрвенград)
В начале 2000-х годов Эмир Кустурица построил в 200 километрах от Белграда этнографический культурный центр и горнолыжный курорт Дрвенград (рус. деревянный город), известный также как Мечавник серб. Мећавник, а в странах Западной Европы как Кюстендорф (нем. Küstendorf). Там с 2008 года проходит международный фестиваль авторского короткометражного кино и музыки (серб. Међународни филмски и музички фестивал Кустендорф).
Первый конкурс был посвящён творчеству почётного гостя Никиты Михалкова с организацией ретроспективного показа его картин. Среди проведённых мероприятий необходимо упомянуть торжественные похороны боевика «Крепкий орешек 4.0» на специально организованном Кладбище Плохих Фильмов. Главными гостями фестиваля в различные годы были: 2009 — Джим Джармуш, 2010 — Джонни Депп, 2011 — Аббас Киаростами, 2012 — Ким Ки Дук. В музыкальной программе принимали участие группы «Zdob şi Zdub» (Республика Молдова, 2009 год), «Гайдамаки» (Украина, 2009 год), «Рубль» (Россия, 2010 год), певица Пелагея (Россия, 2012 год).

### Международный кинофестиваль «Мерлинка» (Белград)
Ежегодный фестиваль фильмов квир-тематики. С 2009 года проводится в Белграде, а так же с 2013 года в Сараево и с 2014 года в Подгорице. В Белграде фестиваль проходит в течение второй недели декабря и длится пять дней.

### Альтернативные фестивали AFC
Организация Academic Film Center (AFC), за десятилетия выросшая из любительского киноклуба, уже несколько лет организует два киносмотра: Alternative film/video — фестиваль авторского и короткометражного фильма всех жанров и форм — экспериментальное кино, мюзиклы, документальные перформансы, игровое кино; Balkanima — анимационный фестиваль, один из 28 членов Международной Ассоциации Анимационных Фильмов (ASIFA).
Среди чуть менее освещаемых кинособытий необходимо назвать фестиваль в Паличе, к 2011 году состоявшийся 18 раз (молодёжное, авторское, независимое кино), и FreeNetWorld International Film Fest в Нише, ориентирующийся на короткометражное, документальное и анимационное кино.

## Лучшие фильмы
В 1996 году члены совета Югославской академии киноискусства и науки выбрали лучшие сербские фильмы, снятых с 1947 года. Первая пятёрка включает:
1. «Кто там поёт?» / Ко то тамо пева / Слободан Шиян (1980 год);
2. «Скупщики перьев» / Скупљачи перја / Александр Петрович (1967 год);
3. «Андерграунд» / Подземље (более известен как англ. Underground) / Эмир Кустурица (1995 год);
4. «Папоротник и огонь» / Три / Александр Петрович (1965 год);
5. «Когда я буду мёртвым и белым» / Кад будем мртав и бео / Живоин «Жика» Па́влович (1967 год).

IMDb, используя другие подходы к оценке фильмов и собственную методику голосования, предлагает иную пятёрку лидеров:
1. «Балканский шпион» / Балкански шпијун / Душан Ковачевич (1984 год);
2. «Национальный класс» / Национална класа / Горан Маркович (1978 год);
3. «Марафонцы бегут круг почёта» / Маратонци трче почасни круг / Слободан Шиян (1982 год);
4. «Кто там поёт?» / Ко то тамо пева / Слободан Шиян (1980 год);
5. «Иллюзорное лето 68»/ Варљиво лето '68 / Горан Паскалевич

В 2016 году Югословенский киноархив опубликовал список из ста лучших сербских фильмов за всю его историю, имеющих особое культурное значение.
Список фильмов Сербии, которые в различные годы были выдвинуты на премию «Оскар» за лучший фильм на иностранном языке (в финальный тур не проходили):
1994 год «Вуковар» / Вуковар, једна прича / Боро Дра́шкович
1995 год «Андерграунд» / Подземље (более известен как англ. Underground) / Эмир Кустурица
1996 год «Красивые деревни красиво горят» / Лепа села лепо горе / Срджан Драго́евич
1997 год «Три летних дня» / Три летња дана / Мирьяна Вукоманович
1998 год «Бочка пороха» / Буре барута / Горан Паскалевич
1999 год «Белый костюм» / Бело одело / Лазар Ристовски
2001 год «Жизнь и война» / Рат уживо / Дарко Баич
2002 год «Лабиринт» / Лавиринт / Мирослав Лекич
2003 год «Профессионал» / Професионалац / Душан Кова́чевич
2005 год «Сон в зимнюю ночь» / Сан зимске ноћи / Горан Паска́левич
2006 год «Завтра утром» / Сутра ујутро / Олег Но́вкович
2007 год «Ловушка» / Klopka / Срджан Голу́бович
2008 год «Турне» / Турнеја / Го́ран Ма́ркович
2009 год «Святой Георгий убивает дракона»/ Свети Георгије убива аждаху / Срджан Драго́евич
2010 год «Беса» / Беса / Срджан Каранович
2011 год «Монтевидео — божественное видение» / Монтевидео, Бог те видео! / Драган Бьелогрлич
Единственным полнометражным мультипликационным фильмом остаётся «Эдит и Я».

## Персоналии
(не упомянутые в тексте статьи ранее)

### Режиссёры
- Зоран Амар (серб. Зоран Амар, род. 1954) — кинорежиссёр и педагог
- Славко Во́ркапич (серб. Славко Воркапић, 1894—1976) — режиссёр и теоретик кино
- Алекса Гаич (серб. Aleksa Gajić, род. 1974 год) — художник-аниматор, режиссёр
- Александр Джорджевич (серб. Александар Ђорђевић, 1924—2005) — режиссёр театра, кино и телевидения
- Радивое Лола Джукич (серб. Радивоје Лола Ђукић, 1923—1995) — режиссёр театра, кино и телевидения
- Жигон, Стево (серб. Стево Жигон, 1926—2005) — актёр, режиссёр театра и кино
- Зачевич, Деян (серб. Дејан Зечевић, род. 1972 год) — режиссёр кино и телевидения
- Йова́нович, Слободан (серб. Slobodan Ž. Jovanović, род. 1934 год) — режиссёр театра, кино и телевидения
- Йованович, София (серб. Софија (Соја) Јовановић, 1922—2002) — первая в Сербии женщина-режиссёр
- Кадиевич, Джордже (серб. Ђорђе Кадијевић, род. 1933) — режиссёр, писатель, историк искусства и художественный критик
- Курчич, Бранко (серб. Бранко Ћурчић, род. 1934 год) — режиссёр кино
- Милославлевич, Джордже (серб. Ђорђе Милосављевић, род. 1969 год) — драматург, режиссёр кино
- Мрмак, Сава (серб. Сава Мрмак, 1929—2002) — режиссёр, сценарист
- Новакович, Радос (серб. Radoš Novaković, 1915—1979) — режиссёр
- Павлович, Живоин (серб. Живојин Павловић, 1933—1998) — режиссёр, писатель, художник, педагог. Представитель Югославской чёрной волны.
- Попович, Миодраг (серб. Miodrag Popovic, 1923—1996) — художник, режиссёр, сценарист
- Радович, Милош (серб. Милош Радовић, род. 1955) — режиссёр, сценарист
- Слиепчевич, Владан (серб. Владан Слијепчевић, 1930—1989) — режиссёр, педагог
- Стоянович, Горчин (серб. Горчин Стојановић, род. 1966) — режиссёр
- Чрнобрья, Станко (серб. Stanko Crnobrnja, род. 1953) — режиссёр, сценарист, продюсер кино и телевидения
- Янкович, Бранимир (серб. Бранимир Јанковић, 1934—1978) — режиссёр, сценарист, актёр
- Яснич, Милютин (серб. Милутин Јаснић, 1912—1994) — режиссёр, сценарист, актёр